# @Gina Yei: WithAllMyHeartAndMore
@Gina Yei: #WithAllMyHeartAndMore (Originaltitel: @Gina Yei: #ConTodoElCorazónYMás) ist eine puerto-ricanische Jugendserie, die von Somos Productions und Piñolywood Studios für die Walt Disney Company umgesetzt wurde. Die Premiere der Serie fand in Lateinamerika am 11. Januar 2023 auf Disney+ statt. Im deutschsprachigen Raum erfolgte die Erstveröffentlichung der Serie durch Disney+ am selben Tag.

## Handlung
Die Songwriterin Gina López, auch bekannt als „Gina Yei“, erhält aufgrund ihres außerordentlichen Talents ein Stipendium am renommierten Instituto Musical del Caribe (IMC). Dieses befindet sich auf dem Inselstaat Puerto Rico, der gemeinhin als die Wiege des Reggaeton gilt. Das Instituto Musical del Caribe gilt als beste Adresse, um sein Wissen im Bereich lateinamerikanischer Musik und seine Fertigkeiten in verschiedenen musikalischen und künstlerischen Richtungen auszubauen sowie zu perfektionieren. Gina ist außer sich vor Freude, dass sie diese Chance erhält. Sie träumt davon, eines Tages Songs für aufstrebende und namhafte Künstler zu schreiben, darunter Jayden, ein hochtalentierter Nachwuchsmusiker sowie Sohn des Institutsleiters, und ihre Gedanken sowie Gefühle in ihre Texte einfließen zu lassen. Als sie jedoch am Instituto Musical del Caribe anfängt, stellt sie schnell fest, dass nicht alles so reibungslos verläuft, wie sie es sich vorgestellt hat. Gina wird Zeuge des großen Konkurrenzdrucks sowie der Kluft zwischen denjenigen, die an traditionellen Musikformen festhalten, und denjenigen, die neue Nuancen einbringen wollen. Während Gina auf einige Hindernisse stößt und sich mit Themen wie Neid, Konkurrenz und dem Druck des Ruhms auseinandersetzen muss, lernt sie Manu kennen, einen ambitionierten jungen Mann, mit dem sie ihre Leidenschaft für die Musik teilt und für den sie allmählich mehr und mehr Gefühle entwickelt. Gina muss noch viel lernen, aber wenn sie sich selbst mehr vertraut und ihren Prinzipien treu bleibt, kann sie es schaffen, den Traum zu verwirklichen, der sie schon seit langem begleitet.

## Besetzung und Synchronisation
| Rolle                   | Schauspieler            | Synchronsprecher |
| ----------------------- | ----------------------- | ---------------- |
| Gina López / „Gina Yei“ | Didi Romero             |                  |
| Manu                    | Gabriel Tarantini       |                  |
| Jayden                  | Felipe Albors           |                  |
| Ruby Rubí               | Ana Gabriela Wolfermann |                  |
| Lucía                   | Angely Serrano          |                  |
| Vero                    | Adriana Fontánez        |                  |
| Isa                     | Juliana Rivera          |                  |
| Cami                    | Krystal Xamairy         |                  |
| Miky                    | Gabriela Santaliz       |                  |
| Amy                     | Mía Blakeman Gómez      |                  |
| El Ángel                | Gerald Manso            |                  |
| Dj Noah                 | Gustavo Rosas           |                  |
| Luis Diego              | Jacnier Ríos            |                  |
| Fabián                  | Abdiel Morales          |                  |
| Adrián                  | Brian Dean Rittenhouse  |                  |
| Jairo                   | José Cancel             |                  |
| Mr. One                 | José Brocco             |                  |
| Rocío                   | Alfonsina Molinari      |                  |
| Valentina               | Isel Rodríguez          |                  |
| Salvador                | Elí Cay                 |                  |
| Laura                   | Wanda Sais              |                  |
| Profesor Hansel         | Osvaldo Friger          |                  |
| Profesora Cassandra     | Krystle Ogando          |                  |
| Profesora Aurora        | Ashley Rivers           |                  |
| Mystery D               | Lumarie Landrau         |                  |

## Episodenliste

### Staffel 1
| Nr. (ges.) | Nr. (St.) | Deutscher Titel          | Originaltitel              | Erstveröffentlichung (Lateinamerika) | Deutschsprachige Erstveröffentlichung (D/A/CH) | Regie                      |
| ---------- | --------- | ------------------------ | -------------------------- | ------------------------------------ | ---------------------------------------------- | -------------------------- |
| 1          | 1         | @GinaYei                 | @GinaYei                   | 11. Jan. 2023                        | 11. Jan. 2023                                  | Raúl García & Javier Solar |
| 2          | 2         | Willkommen am IMC        | Bienvenida al IMC          | 11. Jan. 2023                        | 11. Jan. 2023                                  | Raúl García & Javier Solar |
| 3          | 3         | Von ganzem Herzen        | Con todo el corazón        | 11. Jan. 2023                        | 11. Jan. 2023                                  | Raúl García & Javier Solar |
| 4          | 4         | Der Große schlägt zurück | El grande contra ataca     | 11. Jan. 2023                        | 11. Jan. 2023                                  | Raúl García & Javier Solar |
| 5          | 5         | Mystery D                | Mystery D                  | 11. Jan. 2023                        | 11. Jan. 2023                                  | Raúl García & Javier Solar |
| 6          | 6         | #RubyNummer1             | #Rubynumber1               | 11. Jan. 2023                        | 11. Jan. 2023                                  | Raúl García & Javier Solar |
| 7          | 7         | Die Influencer-Show      | El show de los influencers | 11. Jan. 2023                        | 11. Jan. 2023                                  | Raúl García & Javier Solar |
| 8          | 8         | Der neue Stil            | Los nueva onda             | 11. Jan. 2023                        | 11. Jan. 2023                                  | Raúl García & Javier Solar |
| 9          | 9         | Die Rückkehr             | El regreso                 | 11. Jan. 2023                        | 11. Jan. 2023                                  | Raúl García & Javier Solar |
| 10         | 10        | Selbst ist der Mann      | Tomando el control         | 11. Jan. 2023                        | 11. Jan. 2023                                  | Raúl García & Javier Solar |
| 11         | 11        | Wir wollen wissen        | Queremos saber             | 11. Jan. 2023                        | 11. Jan. 2023                                  | Raúl García & Javier Solar |
| 12         | 12        | Volví                    | Volví                      | 11. Jan. 2023                        | 11. Jan. 2023                                  | Raúl García & Javier Solar |